# Krzywizna główna
Krzywizny główne – rodzaj miary zakrzywienia powierzchni dwuwymiarowej.

## Procedura wyznaczania
Krzywizny główne można określić dla zakrzywionej powierzchni w punkcie. W tym celu należy poprowadzić normalną do tej powierzchni przechodzącą przez ten punkt. Płaszczyzna zawierająca tę prostą normalną przecina daną powierzchnię a część ich wspólna jest pewną krzywą. Krzywizna tej krzywej może zostać wyznaczona w analizowanym punkcie płaszczyzny. Istnieje cała rodzina takich krzywych, ponieważ istnieje cała rodzina płaszczyzn spełniających założone warunki.
Jeżeli środek krzywizny krzywej leży po jednej stronie powierzchni, to przypisujemy krzywiźnie wartość dodatnią. Jeżeli leży po drugiej stronie, to ujemną.
W szczególnym przypadku krzywizny wszystkich krzywych przechodzących przez dany punkt mogą być takie same, np. dla dowolnego punktu sfery lub dla wierzchołka paraboloidy obrotowej. W ogólnym przypadku istnieją dwa takie kierunki, dla których odpowiednie krzywizny mają wartości ekstremalne (największą i najmniejszą). Ich wartości nazywa się krzywiznami głównymi powierzchni w danym punkcie. Kierunki krzywizn głównych są do siebie zawsze prostopadłe.
Iloczyn krzywizn głównych nazywa się krzywizną Gaussa. Od znaku owej krzywizny zależą popularne określenia: krzywizna dodatnia, krzywizna ujemna.